# 魔王 (2007年のテレビドラマ)
『魔王』（まおう、韓国語：마왕）は、韓国の韓国放送公社（KBS）が制作したテレビドラマ。2007年3月21日21時55分より水木ドラマとして週2話編成で放送された。全20話。パク・チャンホン（朴賛洪）監督、キム・ジウ（金芝雨）脚本。主演はオム・テウン、チュ・ジフンの2トップによる。

## 概要
復讐劇である。パク・チャンホン監督作品の復讐劇「復活」の続編的意味を持った作品。物語の随所にタロットによる暗示や、花や菓子などの比喩があるほか、「神曲」、「オイディプス」の概念が物語の骨格を成す。「神曲」に題材をとったオーギュスト・ロダンの「地獄の門」なども登場する。そのため「魔王族」というカルト的ファンを生む一方で、衒学的内容（視聴者に知識を見せ付ける印象）のため「娯楽として楽しむ人たちには難しいドラマ」（チョン・ドンファン）ゆえに視聴率は高くなかった。なお、殺人場面が多いため15歳未満の視聴は保護者の指導が必要という制限がかけられた。

## あらすじ
12年前に1人の男子高校生がクラスメート4人組にいじめを受けていた。いじめを受けていた高校生の親友がいじめを止めるように話し合いをするため、廃車置場に4人組を呼び出すが、口論の末、リーダー格の高校生に刺殺されてしまう。しかし、刺殺の実行犯である少年は父親の力で「正当防衛」とされ、被害者の少年の家族はこれを機に不幸となり、彼の弟は「殺人を正当防衛に仕立て上げた社会」に対して報復すべく刻苦の末、弁護士になる。一方、実行犯の少年は過去の贖罪のために刑事となる。かくして殺された者の弟が「法律に裏切られたゆえ」に弁護士となり、法の番人となった殺人者とそれにかかわった者たちへの報復を開始する。

## サブタイトル
第1話 真実は友達を自由にさせない
第2話 全ての要素が一つの全体をなす
第3話 神は運命を予言するが人は運命を変える
第4話 真実の勝利は確実である
第5話 聞け!審判を下すラッパの音を
第6話 嘆きの都に向かう者　我を過ぎゆけ
第7話 信じよ!真実の重さを
第8話 覚悟せよ、真実が心臓を突き刺す
第9話 永遠の苦悩に向かう者、我を過ぎゆけ
第10話 唯一の道は自分を守ることだ
第11話 時に長所が不幸の渦へと導く
第12話 あなたは間違った選択をした
第13話 私の名前はスンハです
第14話 今までのルールは全て捨てろ
第15話 次はあなた達が選択する番だ
第16話 不信と裏切りが友を地獄の門へ向わせる
第17話 許すということばは加害者が言うものではない
第18話 目に見えるもの、見えないもの
第19話 あなたの友はオイディプスの義務を果たすだろう
第20話 審判のラッパが止み、新たな夜明けが来ると、地獄の門は自らその扉を閉ざす

## キャスト・スタッフ

### キャスト
カン・オス：オム・テウン
捜査第5課の刑事。12年前に同級生のチョン・テフンを刺殺した過去を持つ。
オ・スンハ：チュ・ジフン
弁護士。本名チョン・テソン。チョン・テフンの弟。兄の殺害が「正当防衛」とされたことに怒り、弁護士となって復讐する。
ソ・ヘイン：シン・ミナ
図書館司書。サイコメトラー。
チェ・グァンドゥ：キム・ギュチョル
オ・スンハ法律事務所職員。元刑事。12年前のチョン・テフン殺害事件の捜査を担当した。
パン・チャンホ：チュ・ジンモ
刑事。捜査第5課の課長。
イ・ミンジュ：パク・クリナ
刑事。捜査第5課の紅一点。
シン・ジェミン：キム・ヨンジュン
刑事。捜査第5課の所属。あだ名は「ミス・ポリス」。
カン・ドンヒョン：チョン・ドンファン
議員。カン・オスの父。チョン・テフン殺害を「正当防衛」になるようにした。
カン・ヒス：チェ・ドクムン
カン・ドンヒョンの長男。カン・オスの兄。事業家。
キム・スンギ：オ・ヨン
カン・オスの旧友。悪質なチンピラ。
ユン・デシク：ハン・ジョンス
カン・オスの旧友。高利貸し。
ナ・ソクジン：キム・ヨンジェ
カン・オスの旧友。カン・ヒスの秘書。
キム・ヨンチョル：チョ・ジェワン
カン・オスの旧友でオスたちからいじめられていた。自分をかばってくれたチョン・テフンに恩義を感じている。
ソン・ジュンピョ：キム・ギョンイク
新聞記者。チョン・デフン殺害事件について歪曲した記事を書いた。
クォン・ヒョンテ：イ・ドリョン
弁護士。カン・ドンファン顧問弁護士。オ・スンハの司法修習生時代の恩師。

### スタッフ
- 監督：パク・チャンホン
- 脚本：キム・ジウ
- 音楽:クォン・ハッキュ
- タロット監修:ステラ薫子